# В Баку дуют ветры
«В Баку дуют ветры» (азерб. Bakıda küləklər əsir) — советская военная драма с элементами боевика и приключений 1974 года производства киностудии «Азербайджанфильм».

## Синопсис
Фильм посвящён грозным годам ВОВ. Фильм рассказывает о коварных намерениях фашистов овладеть Бакинской нефтью, но планы провокаторов разрушают чекисты, которые любой ценой встают на защиту объекта. В числе главной сюжетной линии фильма — интернационализм и дружба народов.

## Создатели фильма

### В ролях / Дубляж на русский язык
- Шахмар Алекперов — Азад (Валерий Рыжаков)
- Гасан Мамедов — Тахир Джалилович (Виктор Рождественский)
- Николай Фёдорцев — Алексей Степанович Орлов, майор НКВД
- Рза Тахмасиб — Шахмар бек (Константин Тыртов)
- Павел Кадочников — Каштанов (Олег Голубицкий)
- Александр Афанасьев — Штеллинг
- Ингрид Адриня — Эрика (Антонина Кончакова)
- Исмаил Османлы — Али Баба
- Халида Кулиева (в титрах — Халида Гасымова) — Солмаз
- Александр Суснин — старшина
- Мухтар Маниев — Карим (Юрий Боголюбов)
- Микаил Микаилов — Гасанзаде (Сергей Цейц)
- Сулейман Аскеров — Агаев
- Фатех Фатуллаев

### Административная группа
- авторы сценария: Мухтар Дадашев, Юрий Доброхотов, Владимир Спицын
- режиссёр-постановщик: Мухтар Дадашев
- оператор-постановщик: Владимир Гусев
- монтажёр-постановщица: Тамара Нариманбекова
- художник-постановщик: Элбей Рзакулиев
- композитор: Хайям Мирзазаде